# トーヨーライス
トーヨーライスは、東京都中央区にあった米穀メーカーである。

## 会社概要
和歌山市にある東洋精米機製作所が全額出資して2004年12月に設立された。米の基底部に金色に見える胚芽の部分に着目し、それを「金芽（きんめ）」と名づけ、口当たりの悪い部分を取り除いて「亜糊粉層（あこふんそう）」といわれるオリゴ糖などのうまみ成分や栄養素の豊かな部分を取り入れた全く新しいタイプの米を開発した。
2013年3月、東洋精米機と合併（登記上の存続会社は東洋精米機）し、「東洋ライス株式会社」に社名を変更した。。

## 協賛スポンサー
日本オリンピック委員会・選手強化キャンペーンに賛同し、トリノオリンピック（2006年）のジャパンコンソーシアム・民間放送のテレビ中継の協賛スポンサーとして初めてテレビコマーシャルを放映。「金のメがある金芽米」をキャッチフレーズにスピードスケート・加藤条治選手と、フィギュアスケート・荒川静香選手をモデルに起用している。特に荒川はこの大会において、日本人選手史上初の五輪フィギュアスケート金メダルを獲得したことを受けて、同社から荒川に対して金芽米200kgを贈呈した。
金芽米はそれ以前から東都生活協同組合を皮切りに各生活協同組合で試験販売していたが、リピーターが多くおおむね好評だったことから全国販売に踏み切り、それに合わせてCM放映を開始したのだが、荒川の金メダル効果で売り上げが飛躍的に倍増した。
また、タニタ（体重計メーカー）の社員食堂にも金芽米が採用されており、「タニタ食堂の金芽米」という商品名で市販されている。